# Nariño (Nariño)
Nariño – miasto w Kolumbii, w departamencie Nariño.